# Jan Abels Tak
Jan Abels Tak (Groningen, 3 maart 1848 – Spa, 9 augustus 1933) was een Nederlandse violist en hoornist.

## Loopbaan
Hij ontving zijn opleiding aan de Groninger Muziekschool, die destijds net was opgericht, en studeerde ook één jaar in Keulen. Hij beschouwde echter Johannes Verhulst als de persoon die hem het meest bekwaam maakte op de viool. Volgens eigen zeggen stond hij al in 1855 op het podium. Direct na zijn opleiding kon hij in 1865 al leraar worden. Hij gaf les aan de Groninger Muziekschool en ook aan de Utrechtse Muziekschool, waar hij instructeur was voor alle koperinstrumenten van de schutterij. In 1868 werd hij lid van het Parkorkest als violist naast Willem Kes. In 1885 trad hij toe tot de Amsterdamsche Concert Vereeniging, waar hij concertmeester en bestuurslid was, voordat het orkest het Concertgebouworkest werd. Vanuit die positie werd hij muziekleraar aan de Kweekschool voor onderwijzers gedurende 35 jaar, en docent aan de muziekschool in Bussum. Enkele van zijn leerlingen waren Herman Johannes den Hertog en André Spoor.
Na zijn vermelding in "Muzikaal Nederland 1850-1910" verdween hij uit de muziekwereld en vestigde hij zich achtereenvolgens in Den Haag, Aken en Wiesbaden. Hij overleed op 9 augustus 1933 in Spa. Volgens zijn overlijdensakte was hij op dat moment professor. Hij werd begraven op Zorgvlied.

## Familie
Hij was de zoon van schoenmaker Heike Tak en Jacoba van Dockum. Hij trouwde met Geertje Susanna Bijl, de dochter van een onderwijzeres uit Amsterdam, maar ze scheidden tussen 1903 en 1905. Ze kregen vier kinderen:
- Geertruida Jacoba Susanna Tak (1873-1971), pianiste, trouwde in 1894 met Theodorus Cornelis de Maaré, cellist in het Concertgebouworkest;
- Jan Tak, violist Concertgebouworkest en muziekleraar
- Susanna Wilhelmina Johanna Tak (1878-1881)
- Susanna Johanna Tak (Suze Tak/Suze J. van 't Lindenhout-Tak, 1893-1983) was enkele jaren violist van één van de voorlopers van het Noordhollands Philharmonisch Orkest en altviolist van het Concertgebouworkest en in de jaren twintig en dertig regelmatig op podia te zien en beluisteren

Na de scheiding woonde hij bij Maria Wilhelmina Nord-van Till. 